# Філ Циммерманн
Філіп Р. Ціммерманн, або Філ Циммерманн-молодший[джерело?] (англ. Philip R. Zimmermann; 12 лютого 1954) — автор операції шифрування і цифрового підпису повідомлень, файлів та іншої інформації (PGP), які найбільш широко використовуються для шифрування електронної пошти програмного забезпечення в світі. Він також відомий своєю діяльністю в протоколах шифрування VoIP, зокрема ZRTP та Zfone. Цимерманн є співзасновником і головним науковим співробітником глобальної корпорації зашифрованих комунікацій Silent Circle.

## Походження та навчання
Народився в Кемдені, Нью-Джерсі. Його батько був водієм бетонозмішувача. Філіп здобув ступінь бакалавра в галузі комп'ютерних наук у Атлантичному університеті Флориди у Бока-Ратон, штат Флорида в 1978 році, а потім переїхав до Сан-Франциско. У 1980-х роках працював у Боулдері, штат Колорадо інженером-програмістом і брав участь у кампанії замороження ядерних озброєнь як аналітик з військової політики.

## PGP
У 1991 році він написав популярну програму «Гарна конфіденційність» (PGP) і зробив її доступною (разом із вихідним кодом) за допомогою публічного FTP-сервера для завантажування. Незабаром після цього, вона стала широко доступною програмою з криптографії публічного ключа. Незабаром після цього вона стала доступною за кордоном через Інтернет, хоча Цимерманн заявив, що не бере участі у її поширенні за межами Сполучених Штатів Америки.
До найпершої версії PGP було включено алгоритм шифрування BassOmatic, розроблений Цимерманом.

### Закон про контроль над експортом зброї
Після доповіді RSA Security, який перебував у ліцензійній суперечці щодо використання алгоритму RSA в PGP, митна служба Сполучених Штатів Америки розпочала кримінальну справу щодо П.Цимерманна за те, що він нібито порушив Закон про експортний контроль за озброєннями.. Уряд Сполучених Штатів вже давно розглядав криптографічне програмне забезпечення як боєприпаси і, таким чином, піддавався експортному контролю над торгівлею зброєю. У той час межа між дозволеною криптографією («слабкою силою») та неприпустимою («високою силою») для експорту з Сполучених Штатів Америки була встановлена така, що PGP потрапив до групи із надто сильною експортною стороною через кордон. З моменту виникнення кордону для експорту з юридичної точки зору[прояснити], тепер можна експортувати PGP. Розслідування тривало три роки, але звинувачення нарешті було знято без пред'явлення звинувачень.
Після того, як уряд закрив справу без обвинувального висновку, П.Цимерман на початку 1996 року заснував PGP Inc. і випустив оновлену версію PGP та деякі додаткові суміжні продукти. Ця компанія була придбана мережею McAfee (NAI) у грудні 1997 року, і Цимерман три роки залишався старшим науковим співробітником. NAI вирішила скинути лінійку продуктів, і в 2002 році PGP був придбаний від NAI новою компанією PGP Corporation. Цимерман працював спеціальним радником та консультантом цієї фірми, доки компанія Symantec не придбала PGP Corporation у 2010 році. П.Циммерман також є співробітником Центру Інтернет та суспільства у Стенфордському університеті права. Він був основним дизайнером протоколу про схвалення криптографічного ключа («асоціативна модель») для бездротового USB стандарту.

## Silent Circle
Разом з Майком Джанке, в 2012 році він створив Silent Circle — безпечну апаратну підтримку та підписку на компанію з безпеки програмного забезпечення.

### Dark Mail Alliance
У жовтні 2013 року, Пилип Цимерман, разом із іншими ключовими співробітниками компанії Silent Circle, об'єднався із засновником Lavabit Ладаром Левісоном, щоб створити Dark Mail Alliance. Мета організації полягає в роботі над новим протоколом, який замінить PGP, що буде шифрувати метадані, серед іншого, на що PGP не здатний.

## Закон Цимермана
У 2013 році стаття про закон Цимермана цитувала Філа Цимермана: «Природний потік технологій має тенденцію рухатись у напрямку полегшення спостереження, а здатність комп'ютерів відстежувати нас подвоюється кожні вісімнадцять місяців, посилаючись на Закон Мура..

## Нагороди та інші форми визнання
Цимерман отримав багато технічних і гуманітарних нагород за свою новаторську роботу в криптографії:
- У 2012 році Пилип Цимерман був введений до Залу слави Інтернету в мережі суспільства.[11]
- У 2008 році Світ ПК імені Цимерман одним з Топ-50 технік фантазери" за останні 50 років.[12]
- У 2006 році eWeek ПГП посіла 9-те місце в списку 25 найбільш впливових та інноваційних продуктів, представлених з моменту винаходу комп'ютера в 1981 році.[13]
- У 2003 році, «Reason» назвала його «героєм свободи»[14]
- У 2001 році Цимерман був введений в Зал слави промислових підприємств.[15]
- У 2000 році InfoWorld назвав його одним з «Топ-10 новаторів в електронному бізнесі»[16]
- У 1999 році він отримав премію Луї Брендеіса від Privacy International.
- У 1998 році він отримав премію Lifetime Achievement Award від Secure Computing Magazine.
- У 1996 році отримав премію Норберта Вінера за соціальну та професійну відповідальність за сприяння відповідальному використанню технології.
- У 1995 році він отримав премію «Крайслер дизайн» (англ. Chrysler Design) за інновацію та премію «Піонер» від Фонду електронних кордонів.
- У 1995 році журнал Ньюсвік також назвав Цимерманна одним з «чистих 50» найвпливовіших людей в Інтернеті[17].

## Публікації
- The Official PGP User's Guide, MIT Press, 1995[18]
- PGP Source Code and Internals, MIT Press, 1995[19]